# برايان بلانك
برايان بلانك (بالإنجليزية: Brian Blank)‏ هو رياضياتي أمريكي، ولد في 3 سبتمبر 1953، وتوفي في 9 ديسمبر 2018.